# Selaginella salazariae
Selaginella salazariae là một loài dương xỉ trong họ Selaginellaceae. Loài này được Valdespino mô tả khoa học đầu tiên năm 1993.